# Peperomia augescens
Peperomia augescens är en pepparväxtart som beskrevs av Friedrich Anton Wilhelm Miquel. Peperomia augescens ingår i släktet peperomior, och familjen pepparväxter. Inga underarter finns listade i Catalogue of Life.